# Ruská fotbalová reprezentace
Ruská fotbalová reprezentace reprezentuje Rusko na mezinárodních fotbalových akcích, jako je mistrovství světa nebo mistrovství Evropy. Po ruské invazi na Ukrajinu 24. února 2022 byla ruská reprezentace 28. února vyloučena z mezinárodních turnajů do odvolání.
Poznámka: Do výsledků na této stránce se nezapočítávají výsledky SSSR.

## Mistrovství světa
Seznam zápasů ruské fotbalové reprezentace na MS
| Rok    | Účast                                           | Soupisky |
| ------ | ----------------------------------------------- | -------- |
| 1994   | nepostoupili ze skupiny                         | Soupiska |
| 1998   | Nepostoupili z kvalifikace                      | –        |
| 2002   | nepostoupili ze skupiny                         | Soupiska |
| 2006   | Nepostoupili z kvalifikace                      | –        |
| 2010   | Nepostoupili z kvalifikace                      | –        |
| 2014   | nepostoupili ze skupiny                         | Soupiska |
| 2018   | Vyřazeni ve čtvrtfinále Chorvatskem             | Soupiska |
| 2022   | Vyloučeni z kvalifikace                         | –        |
| 2026   | Vyloučeni z kvalifikace                         | –        |
| Celkem | Účast – 4× Zlato – 0×, Stříbro – 0×, Bronz – 0× |          |

## Mistrovství Evropy
Seznam zápasů ruské fotbalové reprezentace na Mistrovství Evropy
| Rok    | Účast                                           | Soupisky |
| ------ | ----------------------------------------------- | -------- |
| 1996   | nepostoupili ze skupiny                         | Soupiska |
| 2000   | Nepostoupili z kvalifikace                      | –        |
| 2004   | nepostoupili ze skupiny                         | Soupiska |
| 2008   | Bronzová medaile                                | Soupiska |
| 2012   | nepostoupili ze skupiny                         | Soupiska |
| 2016   | nepostoupili ze skupiny                         | Soupiska |
| 2020   | nepostoupili ze skupiny                         | Soupiska |
| 2024   | Vyloučeni z kvalifikace                         | –        |
| Celkem | Účast – 6× Zlato – 0×, Stříbro – 0×, Bronz – 1× |          |

## Olympijské hry
Rusko se LOH ve fotbale neúčastnilo.